# Sergei Vladimirovich Bodrov
Sergei Vladimirovich Bodrov (tiếng Nga: Серге́й Влади́мирович Бодро́в, IPA: [sʲɪrˈɡʲej bɐˈdrof]; sinh ngày 28 tháng 6 năm 1948) là một đạo diễn, nhà biên kịch, và nhà sản xuất phim người Nga. Năm 2003, ông là chủ tịch hội dồng giám khảo tại Liên hoan phim quốc tế Moskva lần thứ 25.

## Cuộc đời và sự nghiệp
Bodrov được sinh ra tại Khabarovsk, Xô viết Liên bang Nga, Liên Xô (nay thuộc Liên Bang Nga). Trong giai đoạn tiền Sô Viết ông di cư tới Hoa Kỳ. Con trai ông, diễn viên Sergei Bodrov, Jr. bị chết trong avalanche trên núi ở phía bắc Kavkaz vào ngày 20 tháng 9 năm 2002 trong khi đang quay một bộ phim có tên The Messenger.
Bà của Bodrov là người dân tộc người Buryat, điều này dẫn tới quyết định của ông cho việc đạo diễn bộ phim Mongol.
Bodrov hiện tại đang có một căn hộ tại Los Angeles và một trại chăn nuôi ở Arizona. Ông kết hôn với nhà cố vấn phim người Mỹ Carolyn Cavallaro.

## Giải thưởng
- Prisoner of the Mountains
  - Nika Award cho Phim và Đạo diễn Xuất sắc nhất.
  - Giải Oscar cho phim ngoại ngữ hay nhất (đề cử).
- Mongol
  - Nika Award cho Phim và Đạo diễn Xuất sắc nhất.
  - Giải Oscar cho phim ngoại ngữ hay nhất (đề cử).
- The Quickie
  - Liên hoan phim quốc tế Moskva lần thứ 23, giải Golden St. George (đề cử)[2]

## Danh sách phim
- White King, Red Queen (1992)
- Prisoner of the Mountains (1996)
- Running Free (2000)
- The Quickie (2001)
- Bear's Kiss (2002)
- Shiza (2004)
- Nomad (2005)
- Mongol (2007)
- A Yakuza's Daughter Never Cries (2010)
- Seventh Son (2015)